# Taishō-kejseren
Yoshihito, Taishō-kejseren (født 31. august 1879, død 25. december 1926) var den 123. kejser af Japan.

## Ekstern henvisning
- Wikimedia Commons har flere filer relateret til Taishō-kejseren